# Obserwatorium Kleť
Obserwatorium Kleť – obserwatorium astronomiczne usytuowane w Czechach na południowym stoku góry Kleť, na wysokości 1070 m n.p.m., w niedużej odległości od miasta Czeskie Budziejowice. Obserwatorium zostało wybudowane w 1957 roku. W ciągu roku jest tu ok. 150 pogodnych nocy. Dwa główne teleskopy znajdujące się w tym obserwatorium to KLENOT o średnicy głównego zwierciadła 1,06 m oraz reflektor o średnicy 0,57 m.
W obserwatorium tym prowadzi się m.in. obserwacje planetoid.

## Galeria

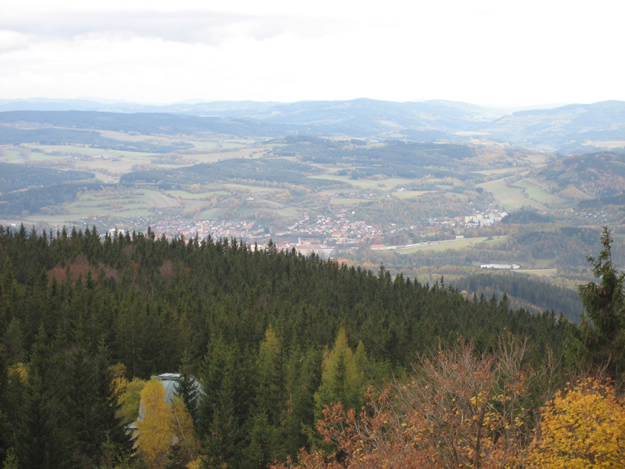
Obserwatorium Kleť
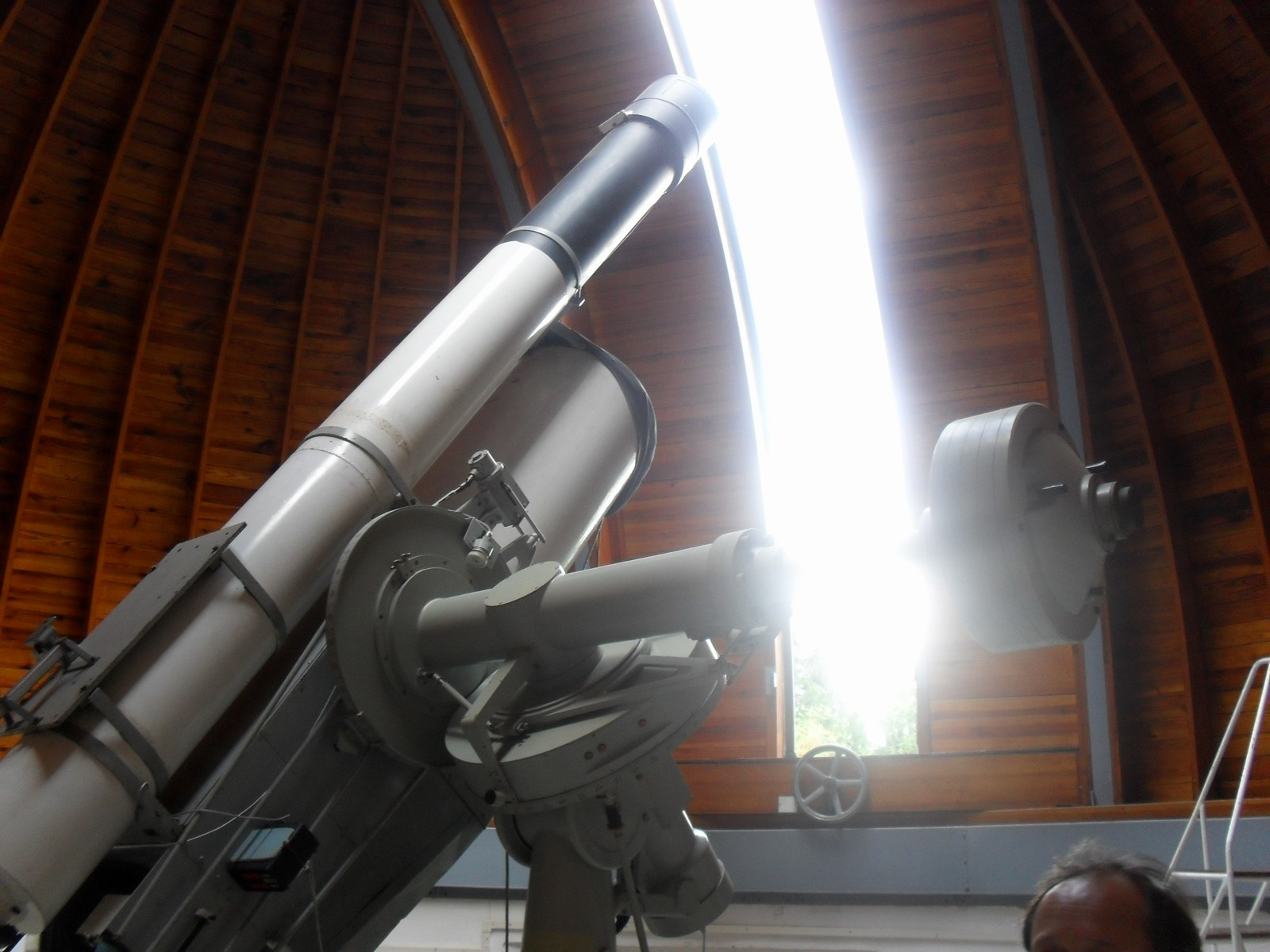
Teleskop